# Aglaia Pezzato
Aglaia Mafalda Pezzato (Castelfranco Veneto, 22 de abril de 1994) es una deportista italiana que compite en natación.
Ganó tres medallas en el Campeonato Mundial de Natación en Piscina Corta, en los años 2014 y 2016, una medalla de plata en el Campeonato Europeo de Natación de 2016 y una medalla de oro en el Campeonato Europeo de Natación en Piscina Corta de 2015.
Participó en los Juegos Olímpicos de Río de Janeiro 2016, ocupando el sexto lugar en la prueba de 4 × 100 m libre.

## Palmarés internacional
| Campeonato Mundial en Piscina Corta | Campeonato Mundial en Piscina Corta | Campeonato Mundial en Piscina Corta | Campeonato Mundial en Piscina Corta |
| Año                                 | Lugar                               | Medalla                             | Prueba                              |
| ----------------------------------- | ----------------------------------- | ----------------------------------- | ----------------------------------- |
| 2014                                | Doha (Catar)                        | Medalla de bronce                   | 4 × 100 m libre                     |
| 2016                                | Windsor (Canadá)                    | Medalla de plata                    | 4 × 100 m libre                     |
| 2016                                | Windsor (Canadá)                    | Medalla de bronce                   | 4 × 50 m libre                      |
| Campeonato Europeo                  |                                     |                                     |                                     |
| Año                                 | Lugar                               | Medalla                             | Prueba                              |
| 2016                                | Londres (Reino Unido)               | Medalla de plata                    | 4 × 100 m libre                     |
| Campeonato Europeo en Piscina Corta |                                     |                                     |                                     |
| Año                                 | Lugar                               | Medalla                             | Prueba                              |
| 2015                                | Netanya (Israel)                    | Medalla de oro                      | 4 × 50 m libre                      |